# Saw (jogo eletrônico)
Saw, também conhecido como Jogos Mortais: O Vídeogame, é um jogo de estilo survival horror em terceira pessoa com elementos de ação que foi desenvolvidas pela Zombie Studios e publicado pela Konami. O jogo foi lançado primeiramente 6 de outubro, 2009, na América do Norte e foi lançado mais tarde que ano em outras regiões para os consoles PlayStation 3 e do Xbox 360, com uma versão para Microsoft Windows em download, logo após em 22 de outubro. O jogo é uma adaptação da série de filmes da série Saw e foi lançado ao mesmo tempo de Saw VI, embora possuam enredos inteiramente separados.